# Ana Oramas

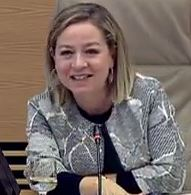
Ana Oramas (Dezember 2017)

Ana María Oramas González-Moro (* 17. Juli 1959 in Santa Cruz de Tenerife) ist eine spanische Politikerin.

## Werdegang
Oramas studierte Wirtschaftswissenschaften an der Universität La Laguna.
Nachdem Oramas Stadträtin von Santa Cruz de Tenerife gewesen war, saß sie zwischen 1991 und 1999 im Parlament der Kanarischen Inseln. Dabei gehörte sie unter Präsident Manuel Antonio Hermoso Rojas der Regierung der Autonomen Gemeinschaft an. Anschließend war sie bis 2008 Bürgermeisterin von San Cristóbal de La Laguna. Zunächst Mitglied der Unión de Centro Democrático vertritt sie seit 1982 die Coalición Canaria.
Im Juni 2007 rückte Oramas als Nachfolgerin von Paulino Rivero Baute in den Congreso de los Diputados nach, nachdem dieser Präsident der Autonomen Gemeinschaft Kanarische Inseln wurde. Ihr Abgeordnetenmandat konnte sie bei den Parlamentswahlen 2008, 2011, 2015, 2016 und im April sowie November 2019 erfolgreich behaupten. Bei den beiden Wahlen 2019 war sie dabei Spitzenkandidatin einer Gemeinschaftsliste aus Coalición Canaria und Nueva Canarias.